# Mascaraque
Mascaraque è un comune spagnolo di 479 abitanti situato nella comunità autonoma di Castiglia-La Mancia.